# Česká zbrojovka Strakonice

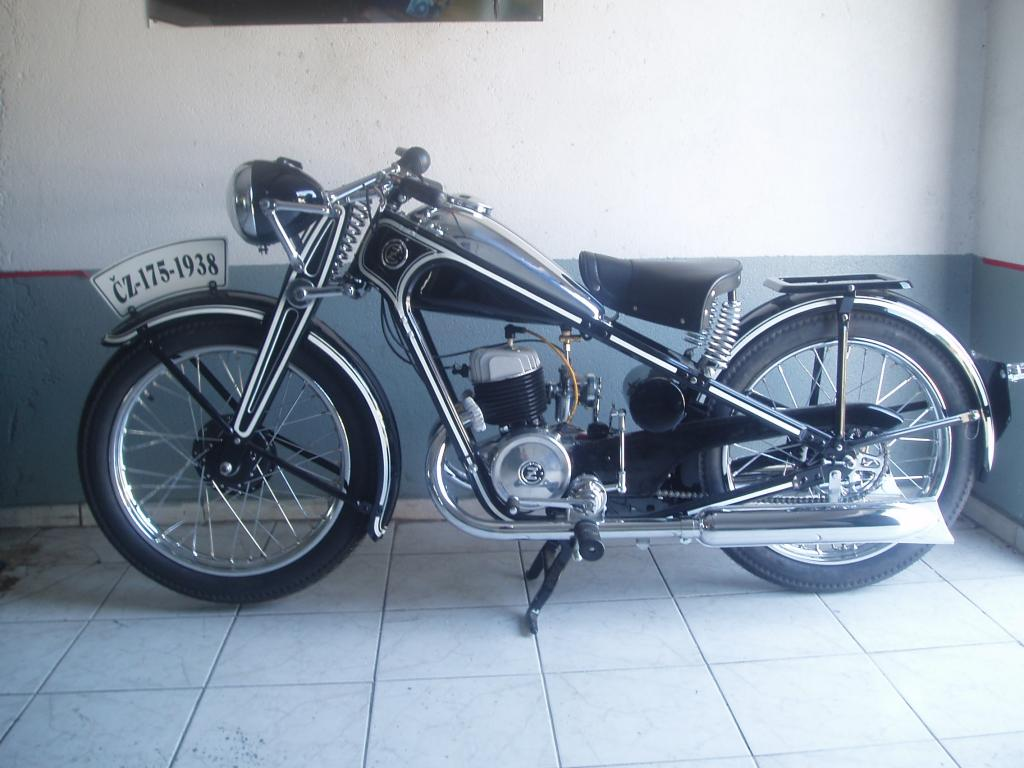
ČZ 175 Special od 1938

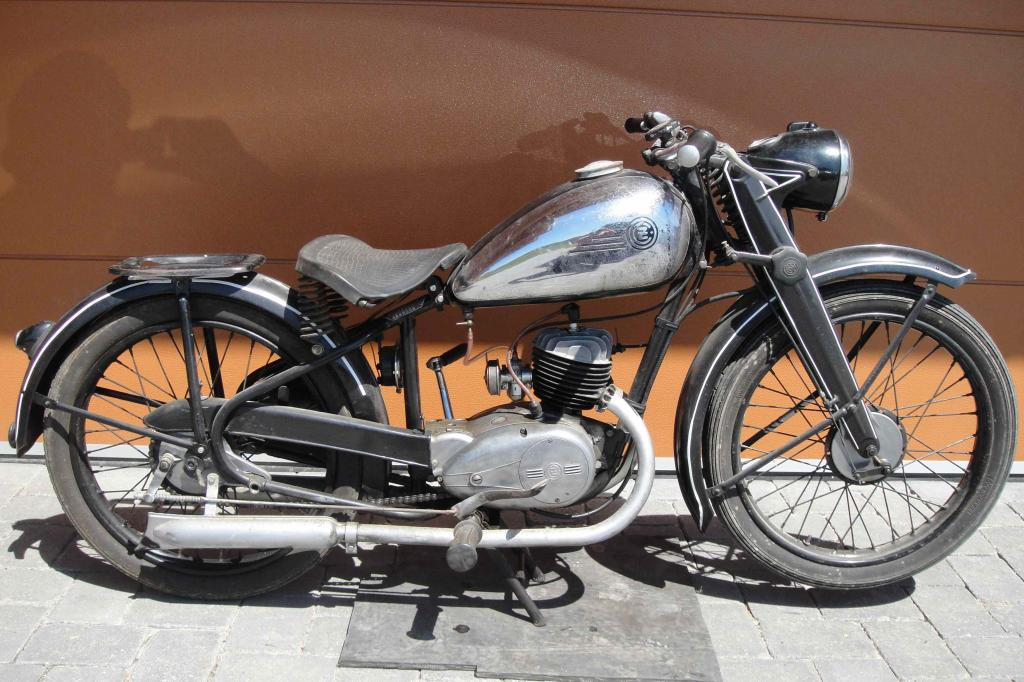
ČZ 125 B od 1947

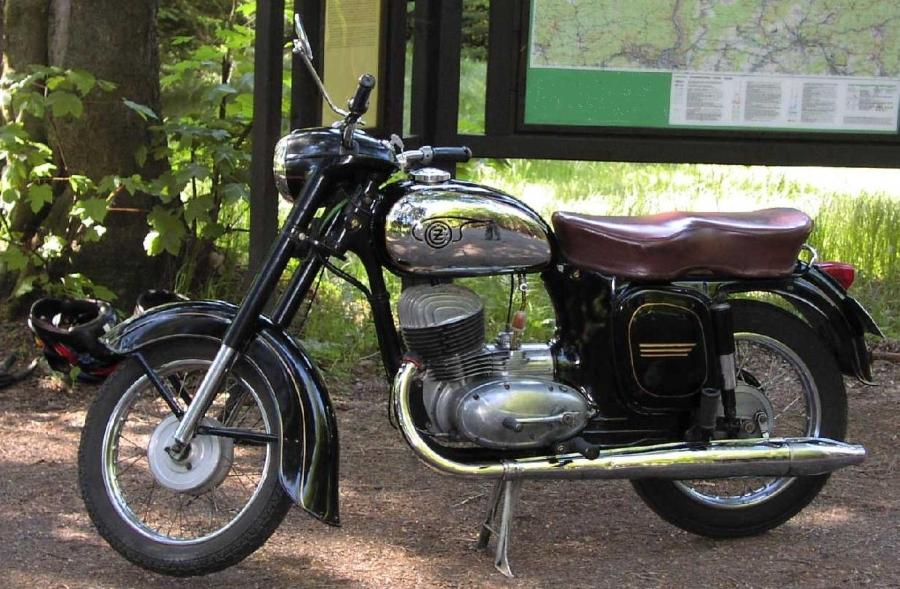
Motocykl ČZ 250 typ 455

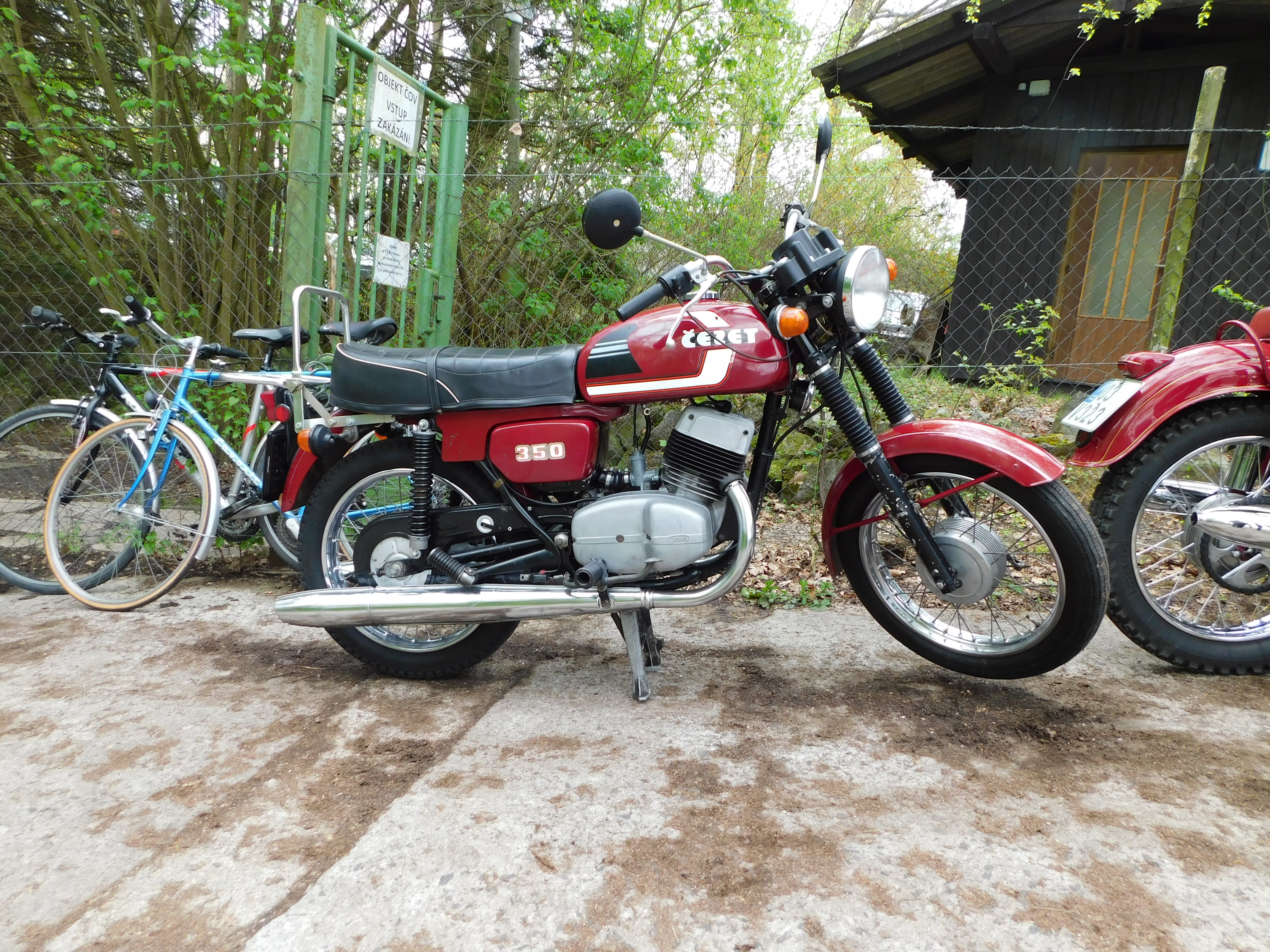
ČZ 350 typ 472

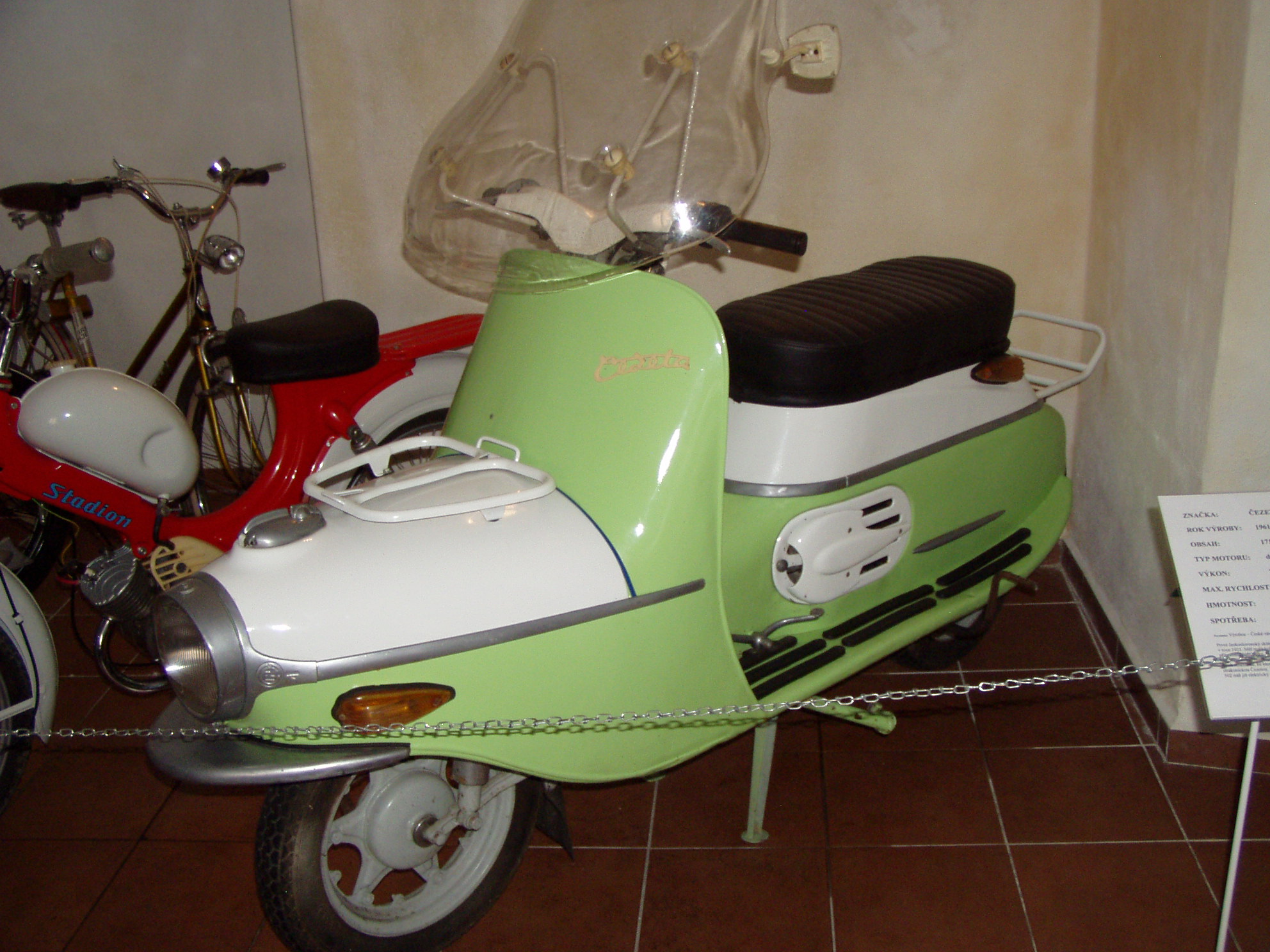
Skútr ČZ 502 Čezeta

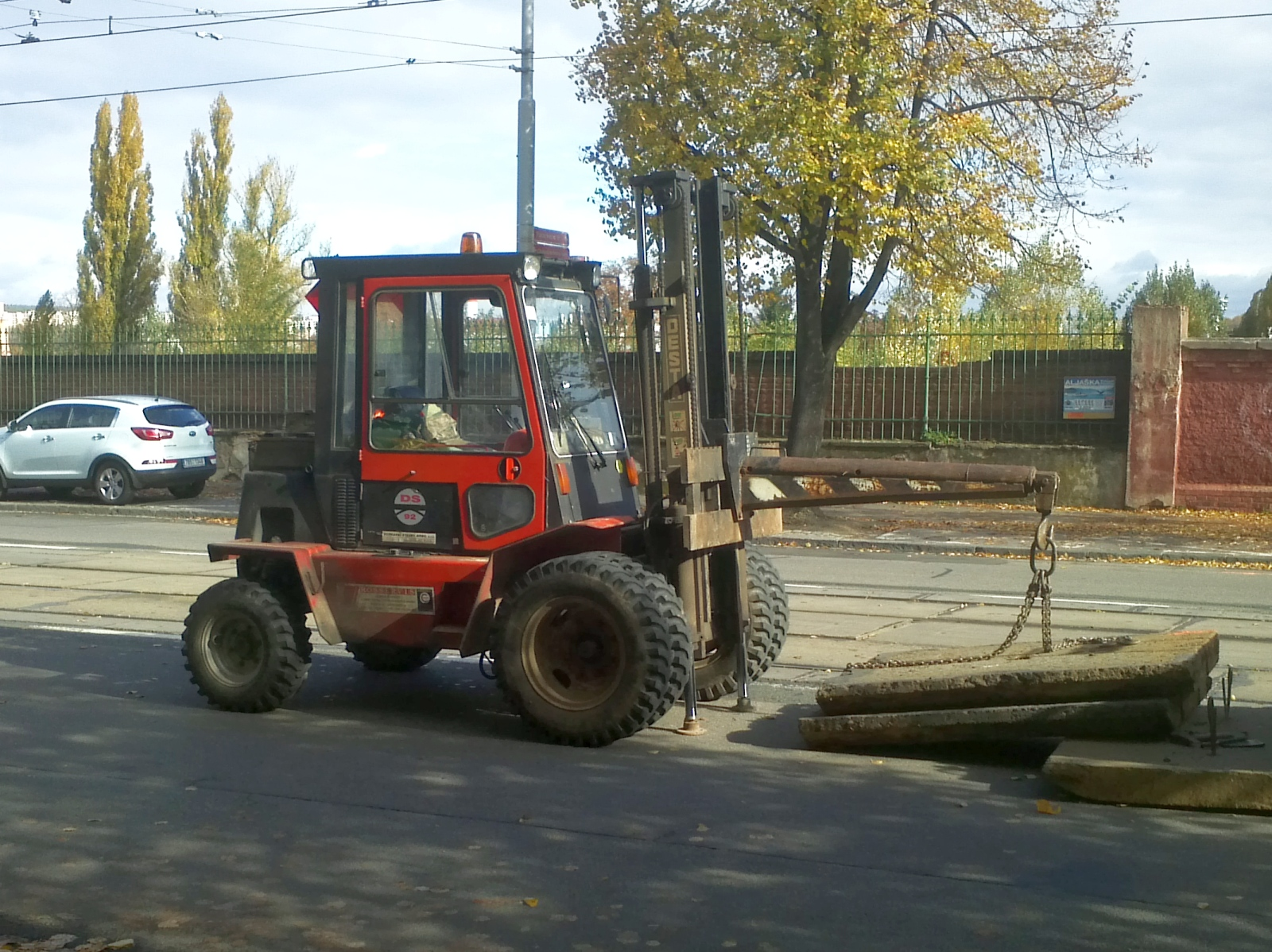
Vysokozdvižný vozík Desta

ČZ (Česká zbrojovka) je česká obchodní společnost zabývající se výrobou komponentů pro automobilový průmysl, sídlící v Praze. Nejznámější je její část sídlící ve Strakonicích. V minulosti byla známá výrobou zbraní, skútrů a motocyklů, ale také různých druhů vrtáků, výstružníků, fréz atp. pro potřeby strojní výroby.
ČZ v současnosti vyrábí vysokozdvižné vozíky Desta, turbodmychadla (licenční výroba v 80. letech zavedena pro motory LiAZ, Tatra a Zetor) pro spalovací motory o výkonu 25–400 kW, komponenty pro automobilový průmysl, odlitky z litiny a z hliníku a různé formy, nástroje a řetězy. V tradici výroby skútrů nyní pokračuje obchodní závod Čezeta Motors, která vlastní práva na značku.

## Historie
Její historie sahá do roku 1919, kdy byla založena Jihočeská zbrojovka. Společnost se zabývala výrobou zbraní zejména pro armádu (pistole, pušky i kulomety). V roce 1922 byla převedena na akciovou společnost a změnil se obchodní firma na „Česká zbrojovka v Praze“. Od roku 1929 započala výroba jízdních kol, záhy bylo vyvinuto kolo s pomocným motorkem. V roce 1930 obchodní závod zaregistroval ochrannou známku ČZ a na motokolo navázala výrobou prvního motocyklu ČZ 76 (tzv. Kaktus). V předválečném období byla vyrobena ještě pestrá řada úspěšných typů motocyklů v různých objemových třídách. Během 2. světové války přešla továrna na výrobu kanónů a pěchotních min. Večer 3. května 1945 byla bombardována americkými hloubkaři. Po válce rozšířila výrobu řetězů, výroba zbraní se přesunula do Brna a Uherského Brodu. Výroba motocyklů se opět rozběhla v roce 1946. Do roku 1953 se vyráběly typy stopětadvacítek a stopadesátek A, B, T, a C. v letech 1954–1959 se vyráběly motocykly pod jednotnou značkou Jawa-ČZ. V roce 1955 byla založena ČZM, n.p. (České závody motocyklové, národní podnik).
Design skútrů ČZ 501 Čezeta (1957) se stal ikonickým v celé východní Evropě, Rusku, Vietnamu a na Kubě, Čezeta se tak stala Vespou těchto republik. V roce 1960 se opět začaly vyrábět motocykly pod značkou ČZ a dvoutaktní terénní stroje slavily v šedesátých letech řadu úspěchů v mistrovství světa a v šestidenní.
Po sametové revoluci byla privatizována kuponovou metodou. Motocyklová výroba byla vložena do společného podniku s italskou Cagiva. Ta ovšem z důvodu konkurence ČZ vlastní výrobě v roce 1997 ukončila výrobu motocyklů. Po vyčlenění motocyklové výroby ČZ a.s. prohloubila svoji orientaci na dodávky automobilovému průmyslu. Výroba řetězů a obráběcích strojů přešla do dceřiných společností. Od roku 1999 se v ČZ Strakonice vyrábějí vysokozdvižné vozíky Desta.

## Silniční motocykly
- ČZ 76 Kaktus (1932–1933)
- ČZ 98 podrámový typ 1 (1933)
- ČZ 98 podrámový typ 2 (1934–1935)
- ČZ 175 jednovýfuk (1935)
- ČZ 175 Standard (1936–1937)
- ČZ 250 Tourist přírubová (1936–1937)
- ČZ 175 Special (1937–1939)
- ČZ 250 Sport (1937–1946)
- ČZ 250 Tourist (1937–1940)
- ČZ 98 třírychlostní (1937–1946)
- ČZ 350 Tourist (1938–1939)
- ČZ 500 Tourist (1938–1941)
- ČZ 125 A (1946–1947)
- ČZ 125 B (1947)
- ČZ 125 T (1948–1949)
- ČZ 125 C (1950–1953)
- ČZ 150 C (1950–1953)
- ČZ 175 typ 505 (1960–1964)
- ČZ 125 typ 453 a 473 Sport (1961–1969)
- ČZ 175 typ 450 a 470 Sport (1961–1969)
- ČZ 250 typ 455 a 475 Sport (1961–1965)
- ČZ 125 typ 476 (1967–1977)
- ČZ 175 typ 477 (1968–1977)
- ČZ 250 typ 471 (1974–1978)
- ČZ 350 typ 472 (1976–1993)
- ČZ 175 typ 487 (1982–1985)

## Terénní motocykly
- ČZ 250 typ 968 (1964–1968)
- ČZ 250 typ 980 (1966–1977)
- ČZ 250 typ 988 (1973)
- ČZ 380 typ 981 (1974)
- ČZ 125 typ 984 (1974–1976)
- ČZ 125 typ 511 (1978–1982)
- ČZ 380 typ 514 (1983)
- ČZ 125 typ 516 (1983–1993)
- ČZ 250 typ 513 (1988)
- ČZ 250 typ 520 (1988–1989)
- ČZ 125 typ 519 (1990–1991)

## Skútry
- ČZ 501 Čezeta (1957–1960)
- ČZ 502 Čezeta (1960–1963)
- ČZ 505 Rikša (1962–1963), tříkolová užitková verze, jednomístná s korbou, též s krytou kabinou[7]
- Čezeta 506 (2017–2019) – označení sice v řadě, ale jde o elektrický skútr v retrodesignu,[8] navržený a vyráběný v Čezeta Motors.